# 盧諤生
卢谔生（？—？）字逸少，别号卢骚之徒、卢梭之魂（卢梭魂），系读卢梭《民约论》后所取。广东省南海县人。中国民主革命家，清朝及中华民国政论家，中华民国政治人物。

## 生平
1905年（光绪三十一年）冬，《群报》在广州创刊。主笔为中国同盟会会员卢谔生、胡子骏、沈厚慈等。该报日出，1906年4月更名为《二十世纪报》（《廿世纪报》），由康楚狂、黄轩胄等主编，版面增为两张。该报是最早刊行的革命派报纸之一。因揭露清廷的黑暗统治，于1906年末在南海县衙门的干涉下被迫停刊。
1906年11月1日，卢谔生创办《国民报》，主办人兼编辑卢谔生，撰述人邓子彭、李孟哲，社址位于广州西关的第八甫新街，该报成为民主革命派在广州的喉舌。
1907年11月13 日，《二十世纪军国民报》（周刊）创刊。总发行所设在广州十八甫，后迁往西荣巷。创办人为卢谔生。该报以新军为对象。创刊号即发表《军国民报弁言》，公开鼓吹孙中山的三民主义，呼吁“锄非种，驱异族”、“推专制，诛独夫”、“均地权，重共产”。后来，该报更因一篇署名“卢骚之徒”的评论用辞激烈，而被广州官方饬令警署缉拿。主笔卢谔生及时逃走。该报仅出7期便被迫停刊。
1911年6月22日（农历五月二十六日），卢谔生、黄霄九等人主办的《天民报》在广州创刊。该报鼓吹民主革命，大力抨击时政。主笔为卢谔生、郭唯灭、黄霄九、卢博浪、李孟哲、李兢生等人，发刊词署名“卢梭之魂”。当局随即以该报“鼓吹革命，扰乱治安”为由，在两天后即将该报查封。广东巡警道指名拘拿该报发行兼编辑人黄平，控以“冒渎乘舆”、“毁谤朝政”之罪。实际上该报并没有黄平其人，后来由郑昌平冒名投案，移送法庭，被判处有期徒刑六个月。
宣统三年八月，卢谔生等人在香港创办《新汉报》。民国元年（1912年）4月停刊。
1911年11月，广州府取消，南海县保留，南海县政府继续旧制，仍驻廣州城。1912年2月，卢谔生被任命为南海县首任县知事。上任伊始，卢谔生便将南海县政府自广州迁至佛山大湾（今江路街）旧都司衙门办公。不久，卢谔生便卸任。
1918年，卢谔生当选中华民国第二届国会参议员。1920年，中华民国第二届国会解散。
1923年9月17日，广州的孙中山大元帅任命卢谔生署理陆海军大元帅大本营财政部第二局局长，任命令如下：

任命卢谔生职务令（一九二三年九月十七日）
大元帅令，任命卢谔生署理大本营财政部第二局局长。

此令。中华民国十二年九月十七日
1923年12月1日，卢谔生被免去署理大本营财政部第二局局长职务。免职令如下：

免卢谔生职务令（一九二三年十二月一日）
大元帅令，署理大本营财政部第二局局长卢谔生另有任用，应免本职。

此令。中华民国十二年十二月一日
1935年，他以“卢谔”的名字参加南社广东分社。

## 著作
卢谔生所撰文章散见《军国民报》、《国民日报》、《天民报》等。
- 盧諤生，七十年論集：1864-1933，中山圖書公司，1933年